# Bormāmīān
Bormāmīān (persiska: بَرمَيون, بَرماميان, بُرمامِيان, برماميان) är en ort i Iran.   Den ligger i provinsen Kohgiluyeh och Buyer Ahmad, i den centrala delen av landet, 600 km söder om huvudstaden Teheran. Bormāmīān ligger 907 meter över havet och antalet invånare är 139.
Terrängen runt Bormāmīān är huvudsakligen kuperad, men åt nordväst är den bergig. Runt Bormāmīān är det ganska glesbefolkat, med 24 invånare per kvadratkilometer. Närmaste större samhälle är Bāsht, 9,4 km öster om Bormāmīān. Omgivningarna runt Bormāmīān är i huvudsak ett öppet busklandskap.